# IC 794
IC 794 ist eine elliptische Zwerggalaxie vom Hubble-Typ dE2 im Sternbild Jungfrau an der Ekliptik. Sie ist schätzungsweise 83 Millionen Lichtjahre von der Milchstraße entfernt und hat einen Durchmesser von etwa 30.000 Lichtjahren. Gemeinsam mit acht weiteren Galaxien ist sie Teil der NGC 4461-Gruppe (LGG 286) und unter der Katalognummer VCC 1073 wird sie als Mitglied des Virgo-Galaxienhaufens aufgeführt.
Im selben Himmelsareal befinden sich u. a. die Galaxien NGC 4431, NGC 4436, NGC 4440, IC 3381.
Das Objekt wurde am 23. April 1892 vom französischen Astronomen Stéphane Javelle entdeckt.